# Marie Souvestre

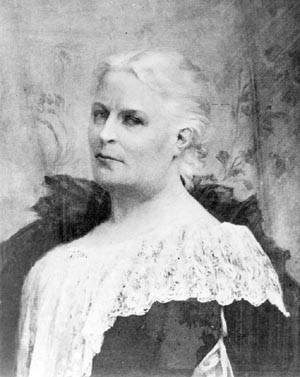
Marie Souvestre.

Marie Souvestre (28 de abril de 1830-30 de marzo de 1905) fue una educadora feminista francesa, que trató de desarrollar una mente independiente en las mujeres jóvenes, fue conocida por sus altos estándares académicos y sus creencias políticas liberales.

## Biografía
Nació el 28 de abril de 1830, en Brest, Francia, fue hija del novelista francés Émile Souvestre. 
En asociación con Caroline Dussaut, su compañera desde 1859, fundó una primera casa educativa, "Les Ruches" en Fontainebleau y luego en Avon, 22 avenue du Chemin-de-Fer, donde construyeron un internado, un largo edificio de ladrillos rojos. rodeado de un parque, para educar a las jóvenes. Enseñaban  caligrafía, dibujo, teoría de la música, composición y poesía francesa, pero también alemán, inglés e italiano. Los miembros del personal eran de origen extranjero para desarrollar la práctica de los idiomas. Allí fueron educadas la escritora Natalie Clifford Barney y su hermana Laura Clifford Barney,
Souvestre decidió abandonar Francia en 1883 y abrir un internado en Allenswood, en las afueras de Londres, donde su alumna más famosa se convertiría en la primera dama estadounidense, Eleanor Roosevelt.
Dorothy Bussy, hermana del escritor Lytton Strachey, publicó de forma anónima una novela titulada Olivia (1949), acerca de su experiencia como estudiante en Les Ruches. Bussy impartió clases sobre Shakespeare en Allenswood.
Ella fundó Les Ruches con su compañera Caroline Dussaut. Dussaut es Cara en la novela de Bussy, Olivia.  Cuando se separaron en 1883, Souvestre se mudó a Inglaterra con Paolina Samaïa, ex maestra en Les Ruches, quien se convertiría en maestra en la Academia Allenswood , así como en la compañera a largo plazo de Souvestre.